# بینووتس
بینووتس (به چکی: Bynovec) یک منطقهٔ مسکونی در جمهوری چک است که در ناحیه دیتشین واقع شده‌است. بینووتس ۶٫۳۵ کیلومتر مربع مساحت و ۲۵۹ نفر جمعیت دارد.